# Duolun

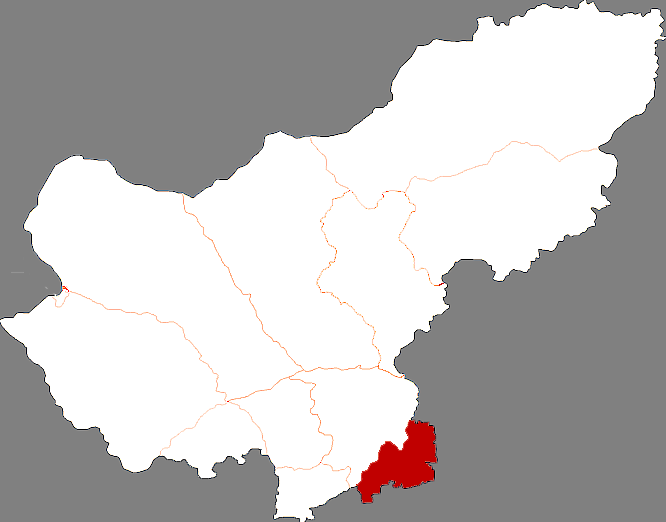
Lage Duoluns in Xilin Gol

Duolun (chinesisch 多伦县, Pinyin Duōlún Xiàn; mongolisch: ᠳᠣᠯᠣᠨᠨᠤᠤᠷ ᠰᠢᠶᠠᠨ Dolonnuur siyan, auch Dolonnur, Dolonnor, und Dolon Nur; „Sieben Seen“) ist ein Kreis des Aimag Xilin Gol im Zentrum des Autonomen Gebiets Innere Mongolei der Volksrepublik China. Er hat eine Fläche von 3.773 km² und zählt 100.000 Einwohner. Sein Hauptort ist die Großgemeinde Dolonnur (多伦淖尔镇).

## Administrative Gliederung
Auf Gemeindeebene setzt sich Duolun aus zwei Großgemeinden und drei Gemeinden zusammen. Diese sind:
- Großgemeinde Dolonnur (多伦淖尔镇), Sitz der Kreisregierung;
- Großgemeinde Dabeigou (大北沟镇);
- Gemeinde Caimushan (蔡木山乡);
- Gemeinde Dahekou (大河口乡);
- Gemeinde Xigangou (西干沟乡).